# أورارتو
أورارتو (بالأكدية اورارتو Urartu)، (بالأرمنية: Ուրարտու)، هو اسم بالآشورية يدل على مملكة تقع في منطقة الهضبة الأرمينية جنوب شرق البحر الأسود وإلى الجنوب الغربي من بحر قزوين. وسميت أحياناً نايري (Nairi) في حين سمى الأورارتيون بلادهم «بياينيلي» (Biainili)، كما ورد اسم هذه المنطقة في التناخ على شكل «أرارات».
قامت إبان القرنين التاسع والسابع ق.م. بجبال شرق تركيا حول بحيرة وان، وأهلها من الحوريين، وكانت العاصمة مدينة وان، وكان بها قلعة مدخلها بجبل صخري وعلي واجهة مدخلها لوحة صخرية منقوشة عليها رسومات نقشية سجلت حروبهم مع الآشوريون جيرانهم، وكانوا يصنعون التماثيل المجنحة والمشغولات البرونزية، وقد حكم أوراتو الآشوريون أوائل القرن الثالث عشر ق.م وكانت ثقافتهم متأثرة بشرق وشمال الهلال الخصيب وكما كتبوا لغتهم القوقازية بالكتابة المسمارية، والمعابد تشبه المعابد الإغريقية وهناك جبل أرارات ويقال أن به بقايا سفينة نوح.
يرد أول ذكر لهذه البلاد في النصوص الآشورية إلى عهد الملك «شولمانو- اشارئد» الأول (1234- 1263 ق.م)، حيث يرد في حولياته أنه حارب ثماني دول أو مدن في بلاد «أوواتري». فلم تكن في هذه المنطقة دولة موحدة في هذه المرحلة، وإنما مجموعة من دويلات المدن،
وبلاد أورارتو منطقة جبلية منيعة، وفيها الكثير من المواد الخام وخصوصاً الحديد، ما مكنها من أن تصبح واحدة من القوى الكبرى في عالم الشرق القديم. ولم تختلف طبيعة النظام الذي ساد فيها عما كان سائداً في باقي دول الشرق القديم الأخرى مع الإشارة إلى أن الأورارتيين طبقوا النظم الإدارية الآشورية في دولتهم. كما أدخلوا النظم العسكرية الآشورية على قواتهم.

## نشوء الدولة

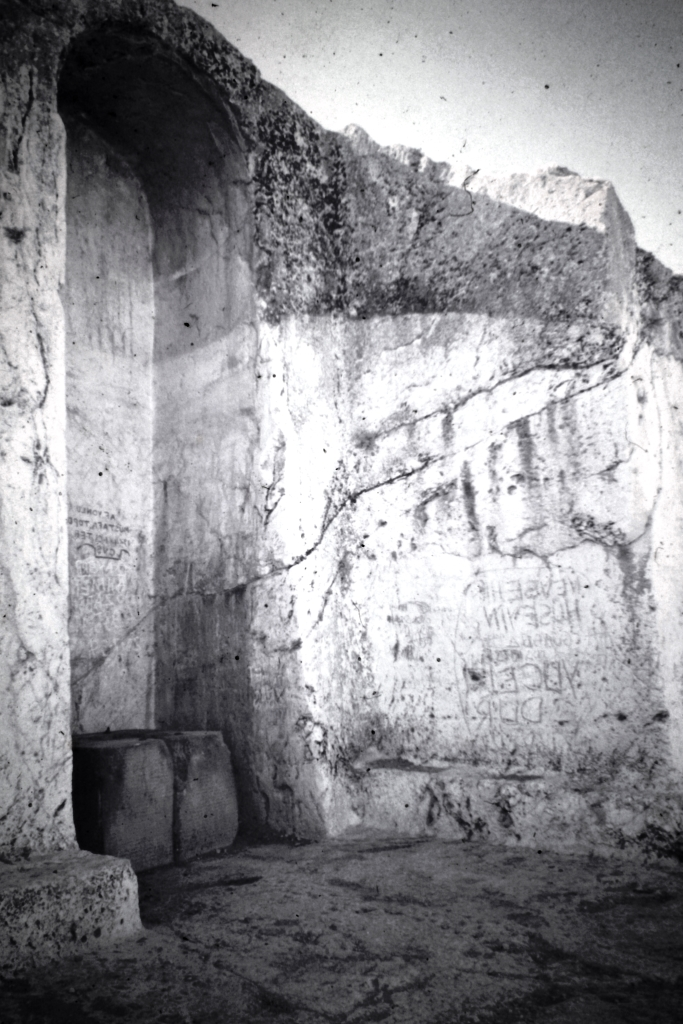
قاعدة لشواهد أورارتية مدمرة، قلعة فان عام 1973.

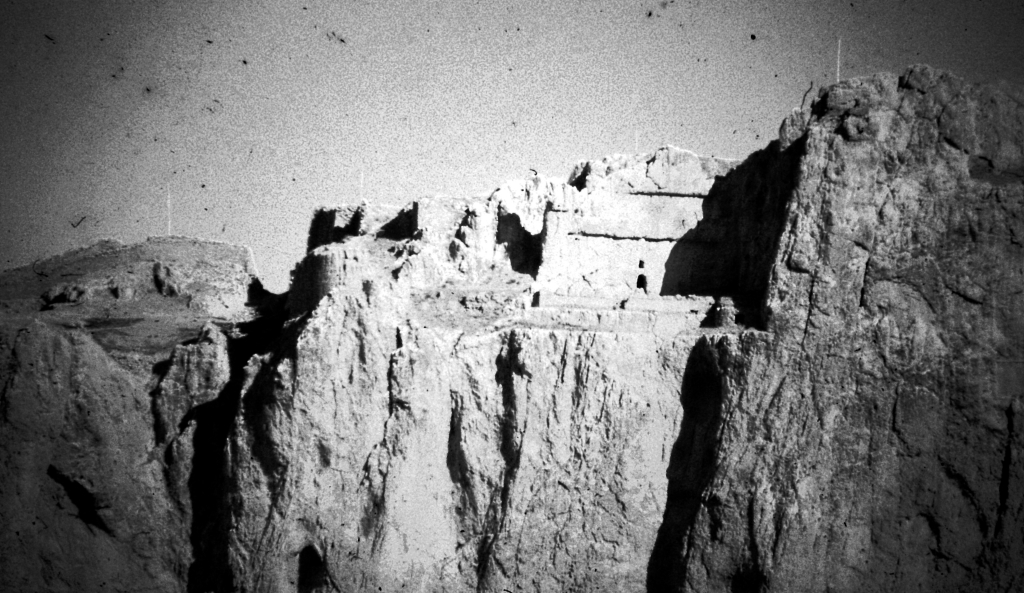
مجمع مقابر أورارتيان، قلعة فان عام 1973.

تبدأ النصوص الآشورية مع منتصف القرن التاسع ق.م، بالإشارة إلى وجود دولة أورارتية موحدة، بعاصمتها «أرزاسكون» (Arzascun) ويحكمها شخص اسمه «أرامي» (Arame).
وقد هاجم الملك الآشوري «شولمانو- اشارئد» الثالث (858- 824 ق.م) «أرارتوا» في حملته عام 856 ق.م، ونجح في احتلال عاصمتها «أرزاسكون» وتدميرها. ويبدو أن نصره في هذه الحملة لم يكن حاسماً. فقام بحملة ثانية عام 832 ق.م، لم يحقق فيها نجاحاً يذكر.
استغل الأورارتيون الضعف الذي حل بالدولة الآشورية نتيجة الحرب الأهلية فيها أواخر سني حكم |«شولمانو- اشارئد» الثالث، ليعيدوا بناء مادمرته الحروب مع آشور، ولينطلقوا متوسعين خارج حدودهم.

## قوة الدولة
بدأت بوادر قوة الدولة بالظهور في عهد الملك «ساردوري» الأول (Sarduri I) الذي اتخذ من مدينة «توشبا» (Tushpa) في موقع مدينة وان في الأنضول عاصمة له. وله أيضاً تعود أولى الكتابات الأورارتية، وهي كتابة قصيرة مكتوبة باللغة الآشورية عُثر عليها في «توشبا«، وتذكر ألقاب «ساردوري» الأول «الملك العظيم، الملك القوي، الملك المحارب، ملك نايري» وهي الألقاب نفسها التي حملها الملوكالآشوريون.
في عهد خلفاء «ساردوري» الأول، توضحت معالم الدولة الأورارتية، فحكم ابنه «إشبويني» (Ishpuini) بين عامي 825- 815 ق.م. وأشرك معه ابنه «مينوا» (Minua) الذي استمر في الحكم إلى نحو عام 780ق.م. وقد وسع «مينوا» حدود الدولة، فوصلت حدودها الجنوبية الشرقية إلى الضفاف الغربية والجنوبية لبحيرة أرومية وامتدت شمالاً بين بحيرة وان ونهر«أراكس» (Araks). وأمر مينوا ببناء مدينة جديدة على الضفة اليمنى لهذا النهر لتكون مقراً لقيادة العمليات الأورارتية فيما وراء القوقاز. وأما في الغرب فقد حاول «مينوا» التوسع إلى الغرب من نهر الفرات.
نحو عام 780 ق.م اعتلى عرش أورارتو «أرغيشتي» الأول (Argishti I) الذي تابع سياسة والده خصوصاً فيما يتعلق بمنازعة الدولة الآشورية السيادة على عالم الشرق القديم. لإبعادها عن مناطق استخراج المواد الأولـية وطرق قوافل التجارة الدولية. فهاجم البلاد الواقعة إلى الجنوب من بحيرة أرومية التي شكلت الجناح الشرقي للدولة الآشورية. واتجه بقواته غرباً نحو الشمال السوري حتى بلغ مناطق «كوموخ» (Kumuch) و«ميليد» (Milid). وفرض سيادته شمالاً على أعالي نهري «كورا» (Kura)و«أراكس» وبحيرة «سيفان» (Sivan) في أرمينيا.
في عام 760ق.م أصبح «ساردوري» الثاني (Sarduri II) ملكاً واستمر في توجيه الحملات نحو الجبهات التقليدية. فوصلت قواته جنوباً إلى حوض نهر ديالى. ووجه حملتين نحو بلاد الشام كان هدفهما توطيد النفوذه في المناطق التي سبق وخضعت لأورارتو.

## نهاية الدولة
مع بداية حكم «توكولتي- ابيل- إشارا » الثالث (745- 727ق.م) الدولة الآشورية بدء التاراجع في أحوال أورارتو. ففي عام 743ق.م تمكن «توكولتي- ابيل- إشارا » الثالث من هزيمة قوات «ساردوري» الثاني وحلفائه في سورية، مثل «كوموخ» و«ميليد» و«بيت أغوشي» وغيرهم، وذلك في المعركة التي جرت على أراضي دولة «كوموخ». وفي عام 735ق.م هاجم «توكولتي- ابيل- إشارا» الثالث عمق الأراضي الأورارتية، ووصل إلى العاصمة «توشبا».
وقد حاول «روسا» الأول (Rusa I) (730- 714 ق.م) إصلاح الإدارة والجيش في أورارتو، ولكن هذه الإصلاحات لم تعط ثمارها المرجوة، بسبب ظهور خطر خارجي ممثل بالقبائل «الكيميرية»، التي بدأت بالتدفق من سهول شمال البحر الأسود إلى ماوراء القوقاز. وزيادة الضغط الآشوري مع بداية حكم «شارّوم- كين» الثاني (722- 705ق.م) للدولة الآشورية، حاول «روسا» الأول التحالف مع المملكة الفريجية. ولكن «شارّوم- كين» الثاني قطع عليه هذا الطريق باحتلاله جميع الممالك والإمارات القائمة في جبال طوروس الفاصلة بين أورارتو والمملكة الفريجية.وفي العام 714 ق.م وجه «شارّوم- كين» الثاني ضربة ساحقة لأورارتو.
وخلال حكم «روسا» الثاني (680- 654 ق.م) عاشت أورارتو حقبة جديدة من الازدهار كانت الأخيرة في تاريخها. ساد فيها السلام مع الدولة الآشورية. وتركز اهتمام «روسا» الثاني في هذه المرحلة على مناطق ماوراء القوقاز بسبب وصول مجموعات القبلية البدوية الجديدة من القبائل «السكيثية» (Scyths /السكيفية). وفي عهد الملك «ساردوري» الثالث بلغت أورارتو درجة من الضعف دفعته إلى الاعتراف بالسيادة الآشورية على بلاده، ويدعو نفسه في رسالة وجهها إلى «اشور- باني- ابلي» بـ « ابن ملك آشور».
بعد سقوط الدولة الآشورية نحو عام 610 ق.م خضعت أورارتو الميديين الذين أبقوا عليها دولة تابعة لهم حتى الأعوام 593- 591ق.م حين قضوا على استقلالها نهائياً. ومنذ نهاية القرن السادس ق.م، بدأت القبائل الأرمنية بالدخول إلى بلاد أورارتو، قادمة من الأناضول لتعطي المنطقة اسم أرمينيا.

## المجتمع
سمت الكتابات الملكية الخليط السكاني من الأحرار لمجتمع بلاد اورارتو «شوريلي» (Shurili). فالمجتمع الأورارتي كباقي المجتمعات ليس متجانساً من الناحية العرقية. فإلى جانب الأورارتيين الأصليين، قد تواجد في المنطقة الحثيون واللويون والحوريون ومجموعة أخرى من القبائل ذات الأصول القوقازية. وكان للعبيد دور محدود في المجتمع الأورارتي. ومصدرهم الأساسي أسرى الحروب.

### اللغة
اللغة الأورارتية من اللغات الإلصاقية. مثلها في ذلك مثل اللغة السومرية واللغة الحورية وبعض اللغات القوقازية اليوم. وقد دوَّن ملوك أورارتو بهذه اللغة مجموعة كبيرة من النصوص التي تساعد في كتابة تاريخ هذه الدولة من مختلف النواحي. واستخدم الأورارتيون الكتابة المسمارية لكتابة هذه النصوص وفي أحيان قليلة لجؤوا إلى استخدام الهيروغليفية الحيثية.

### الاقتصاد
حظيت الزراعة بعناية خاصة من الملوك الأورارتيين المختلفين، ويدل على ذلك عنايتهم بأقنية الري لتوسيع الرقعة المزروعة. وأما أهم الزراعات فكانت الحبوب| والعنب والتين. وكان الرعي من الأنشطة الاقتصادية المهمة، ويبدو ذلك جلياً في أعداد رؤوس الماشية التي يأتي ذكرها في النصوص الأورارتية. وبسبب توافر المعادن في أراضيها فقد ازدهرت في أورارتو صناعة التعدين وخاصة صناعة الأسلحة الحديدية التي كانت تُصنع في مشاغل (ورشات) تابعة للقصر الملكي، وصناعة الحلي الذهبية والفضية. وكان للتجارة شأن مهم في الحياة الاقتصادية بسبب سيطرة أورارتو على جزء من طريق تجارة العبور الدولية، وتوافر مواد خام مهمة في أراضيها.

### العمارة
أولى ملوك أورارتو أهمية كبيرة لمسألة بناء المدن والحصون وخاصة في المناطق الحدودية. ومن أهم المدن التي بُنيت في حقبة ازدهار أورارتو مدينة «إيربوني» (Erebuni Irpuni) في مكان يريفان اليوم، ومدينة «تيشي بايني» (Teichibaini) موقع «كارمير بلور» (Karmir Blur) اليوم. وهذه بنيت في عهد «روسا» الثاني بالقرب من يريفان. وإلى جانب القلعة الأساسية للمدينة وجدت الأحياء السكنية، وكانت البيوت مؤلفة من غرفتين أو ثلاث غرف. وقد شق ملوك أورارتو الكثير من قنوات جر المياه لاستخدامها في الأعمال الزراعية أو للشرب، وبعض هذه القنوات مايزال مستخدماً حتى اليوم مثل قناة «مينوا».
وقد عثر الأثريون على عدد كبير من الأعمال الفنية التي حملت في البداية خصائص الفنون الآشورية. ثم بدأت تظهر ملامح مميزة للفنون الأورارتية، وتنوعت هذه الفنون ما بين النحت واللوحات الجدارية والنقش على المعدن.

### الدين
لم تختلف مفهومات الأورارتيين الدينية عن تلك التي كانت لدى جيرانهم في بلاد الهلال الخصيب فالإله خالدي كان رأس مجمع آلهتهم، وهو إله الحرب بالدرجة الأولى، وكثيراً مايقرأ في النصوص الأورارتية تعبير «الإله خالدي قام بحملة.. ». وأما الآلهة الآخرون فمنهم الإله «تيشيبا» (Techeba) إله الجو و«شيفيني» (Cheveni) إلهة السماء. وقد خصص ملوك أورارتو لهذه الآلهة ومعابدها تقدمات أو قرابين دَورية من رؤوس الماشية والزيوت والخمور. وبالمقابل لاتوجد معطيات حول امتلاك هذه المعابد أراضي زراعية.